# Умм Кульсум бинт Али
Умм Кульсум бинт Али (араб. أُمّ كُلْثُوم بِنْت عَلِيّ‎), также известная как Зайнаб аль-Сугра (араб. زَيْنَب ٱلصُّغْرَىٰ‎; род. 627, Медина) — женщина в Аравии, известна, что была внучкой исламского пророка Мухаммеда, выжившая в битве при Кербеле. Она была младшей дочерью Али ибн Абу Талиба и Фатимы аз-Захры. Её отец Али ибн Абу Талиб являлся двоюродным братом исламского пророка Мухаммеда, а мать Фатима аз-Захра — дочерью. Али также был четвертым Праведным халифом (годы правления 656–661) и первым шиитским имамом. Юная Умм Кульсум потеряла дедушку и мать в 632 году. Когда она была ещё ребенком, второй Праведный халиф Умар ибн аль-Хаттаб попросил её руки, чему воспротивились сама Умм Кульсум и её отец Али, возможно, из-за репутации Умара как человека, жестоко обращающегося с женщинами. По одному суннитскому рассказу, Али в конце концов согласился на брак, когда Умар заручился поддержкой видных мусульман для своего предложения.
В 680 году Умм Кульсум пережила битву при Кербеле, где её брат Хусейн ибн Али и большинство её родственников-мужчин были убиты войсками Омейядского халифа Язида I ибн Муавии (годы правления 680–683). Женщины и дети в лагере Хусейна были взяты в плен после битвы и отправлены в Куфу, а затем в столицу Омейядов Дамаск. Публичная речь, приписываемая Умм Кульсум в Куфе, осуждает Язида, защищает Хусейна и наказывает куфанцев за их роль в его смерти. Позже она была освобождена и вернулась в свой родной город Медину.

## Ранний период жизни
Умм Кульсум была четвертым ребёнком Али ибн Абу Талиба и Фатимы аз-Захры и их младшей дочерью. Её отец был двоюродным братом исламского пророка Мухаммеда, а мать была дочерью. Али также признан четвертым праведным халифом (годы правления 656–661) и первым шиитским исламским имамом. Умм Кульсум также известна как Зайнаб аль-Сугра (буквально «младшая Зайнаб»), чтобы отличать ее от старшей сестры Зайнаб аль-Кубра (буквально «старшая Зайнаб»). Арабское слово Зайнаб буквально означает «украшение отца». В 632 году, когда умерли её дед Мухаммед и мать Фатима, Умм Кульсум была ещё маленьким ребёнком. 

### Предполагаемый брак с Умаром
По информации второй Праведный халиф Умар ибн аль-Хаттаб просил руки Умм Кульсум во время своего правления (годы правления 634–644), согласно суннитскому историку Ибн Саду аль-Багдади (ум. 845) в его биографическом труде «Табакат». Будучи ещё ребенком в то время, Умм Кульсум воспротивилась этому предложению, продолжает сообщение Ибн Саада. Этот отказ немецкий исламовед Вильферд Маделунг приписывает репутации Умара за жестокое обращение с женщинами. Али тоже не хотел, но в конце концов сдался, по словам Ибн Саада, когда Умар заручился поддержкой видных мусульман для своего предложения. Это предложение, вероятно, было увертюрой Умара, который, возможно, считал сотрудничество Али необходимым в своей совместной схеме правления. Хотя Али, как известно, был советником Умара и его предшественника Абу Бакра (годы правления 632–634) в определенных вопросах, их конфликты с Али также хорошо документированы, но в значительной степени преуменьшаются или игнорируются в суннитских источниках, где часто наблюдается тенденция нейтрализовать конфликты среди сподвижников после Мухаммеда. Напротив, эти конфликты могли быть преувеличены в шиитских источниках.

## Битва при Кербеле

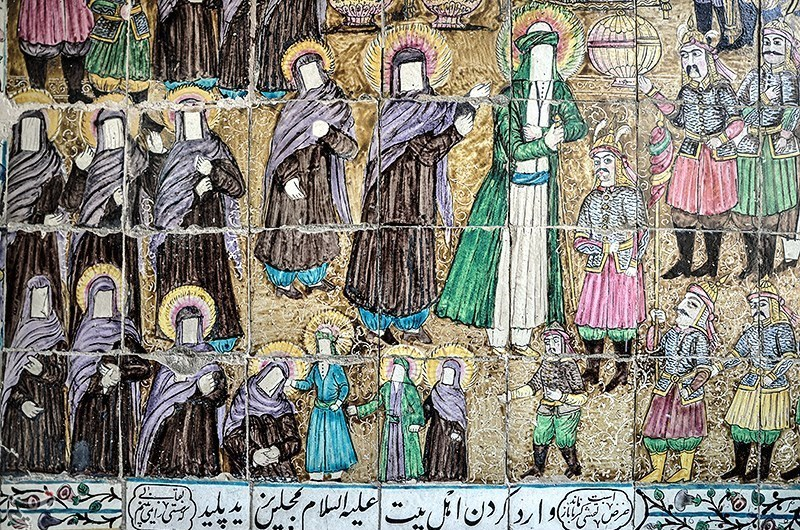
Пленники при дворе Язида. Плиточный орнамент внутри Муавин уль-Мульк в Керманшахе, Иран, изображающий пленников при дворе Язида

В 656 году её отец Али был избран четвёртым Праведным халифом, а в январе 661 года он был убит в своей фактической столице Куфе. Вскоре после смерти Али его старший сын Хасан ибн Али был избран халифом в Куфе, но позже в августе 661 года отрёкся от престола в пользу Муавии ибн Абу Суфьян (годы правления 661–680). Мирный договор между Хасаном и Муавией предусматривал, что последний не должен назначать преемника. Хасан держался в стороне от политики после своего отречения в соответствии с мирным договором, но в 669 году он был отравлен и убит, скорее всего, по наущению Муавии, который таким образом проложил путь для наследования его сыну Язиду I ибн Муавия (годы правления 680–683). Затем Хасану наследовал в качестве главы семьи Мухаммеда его брат Хусейн ибн Али, который, тем не менее, поддержал договор с Муавией. 
В 676 году Муавия ибн Абу Суфьян назначил своего сына Язида I ибн Муавию своим преемником , нарушив свое более раннее соглашение с Хасаном. Язид часто вспоминается мусульманскими историками как развратник, который открыто нарушал исламские нормы, и его назначение встретило сопротивление со стороны сыновей видных соратников Мухаммеда, включая Хусейна ибн Али. В 680 году после смерти Муавии и восшествия на престол Язида последний поручил губернатору Медины силой добиться от Хусейна присяги на верность. Хусейн немедленно покинул свой родной город Медину и ночью отправился в Мекку, чтобы не признавать Язида халифом. Получив письма поддержки от некоторых куфанцев, чьи намерения были подтверждены его посланником, Хусейн позже покинул Мекку и отправился в Куфу в сопровождении некоторых родственников и сторонников, включая Зайнаб и Умм Кульсум. 2 октября 680 года вдали от воды и укреплений по пути в Куфу небольшой караван Хусейна был перехвачен армией Язида I и вынужден был разбить лагерь в пустынной земле Кербелы. Обещанная поддержка куфанцев не была оказана, поскольку новый губернатор Куфы убил посланника Хусейна и запугал вождей куфанских племен. Будучи окруженным в течение нескольких дней и лишенным питьевой воды близлежащей реки Евфрат, Хусейн был убит 10 октября 680 года вместе с большинством своих родственников-мужчин и своей небольшой свитой в битве при Кербеле против армии омейядского халифа Язида I ибн Муавии (годы правления 680–683).
После битвы женщины и дети в лагере Хусейна были взяты в плен и отправлены сначала в Куфу, а затем в столицу Сирии в город Дамаск. В конце концов Язид I освободил пленников, и они вернулись в Медину. Мусульманский историк Ибн Абу Тахир Тайфур (ум. 893) записал две речи о Кербеле в своем труде «Балагат ан-ниса», представляющем собой антологию красноречивых речей женщин. Он приписывает одну из двух речей Умм Кульсум на рынке Куфы, а другую — её сестре Зайнаб при дворе Язида в Дамаске. Однако большинство шиитских историков позже приписали обе проповеди Зайнаб, что индийский исламовед Тахера Кутбуддин считает весьма вероятным. Относительно первой проповеди Ибн Тайфур пишет, что куфанцы причитали и плакали, когда увидели семью Мухаммеда в плену. Затем Умм Кульсум (или Зайнаб) обратилась к толпе и отчитала их за их роль в смерти Хусейна и рассказала о событиях при Кербеле.